# 휴식 시간

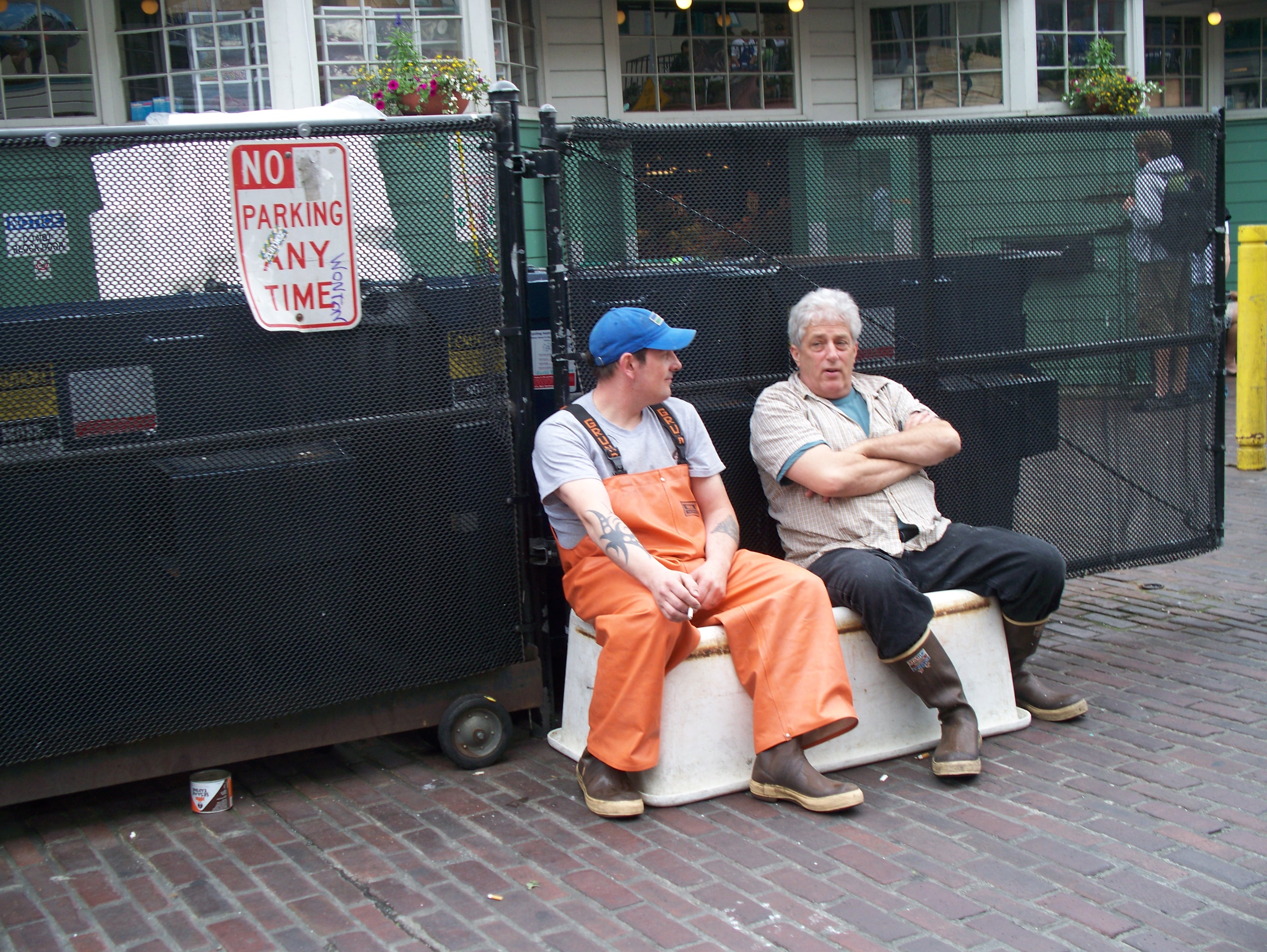

휴식 시간(休息時間)은 지금까지의 활동을 잠시 중단하고 휴식을 취하는 시간을 말한다. 대부분의 학교나 회사의 활동 시간 내에서 잠시 쉬는 시간을 가리킨다.